# Beinn Fhionnlaidh (Highland)
Beinn Fhionnlaidh är ett berg i Storbritannien.   Det ligger i kommunen Highland och riksdelen Skottland, i den nordvästra delen av landet, 700 km nordväst om huvudstaden London. Toppen på Beinn Fhionnlaidh är 1 005 meter över havet, eller 171 meter över den omgivande terrängen. Bredden vid basen är 1,1 km. Beinn Fhionnlaidh ligger vid sjön Loch Lungard.
Terrängen runt Beinn Fhionnlaidh är huvudsakligen kuperad, men den allra närmaste omgivningen är bergig.Runt Beinn Fhionnlaidh är det mycket glesbefolkat, med 3 invånare per kvadratkilometer. Trakten runt Beinn Fhionnlaidh består i huvudsak av gräsmarker.